# Буј-Луксембур
Буј-Луксембур (фр. Bouy-Luxembourg) насеље је и општина у североисточној Француској у региону Шампањ-Арден, у департману Об која припада префектури Троа.
По подацима из 2011. године у општини је живело 209 становника, а густина насељености је износила 17,36 становника/km². Општина се простире на површини од 12,04 km². Налази се на средњој надморској висини од 164 метара.

## Демографија
| 1962. | 1968. | 1975. | 1982. | 1990. | 1999. | 2011. |
| ----- | ----- | ----- | ----- | ----- | ----- | ----- |
| 170   | 181   | 150   | 156   | 169   | 160   | 209   |

График промене броја становника у току последњих година